# Idaea humeraria
Idaea humeraria là một loài bướm đêm trong họ Geometridae.